# Oligosacárido transferasa
La oligosacariltransferasa (OST) es un complejo multimérico localizado en la membrana del retículo endoplasmático.
 (EC 2.4.1.119)
Su función es la de transferir un oligosacárido preensamblado  y conservado (core) a un residuo de asparragina localizada en una secuencia consenso de la proteína a glicosilar. De este modo se incorpora la porción glicana a las N-glicoproteínas.
Dada la gran especificidad de sustrato de OST, la modificación de este oligosacárido resulta en la hipoglicosilación de una gran variedad de proteínas dando lugar a una multitud de síntomas englobados en los desórdenes congénitos de glicosilación de tipo I.

## Complejo OST[2]
En bacterias, arqueas y protozoos, la OST es un monómero, equivalente a la subunidad catalítica de los complejos
encontrados en organismos superiores. Esta subunidad es capaz de catalizar la transferencia del oligosacárido 
desde el sustrato donante (dolicol o poliprenol) a una multitud de secuencias aceptoras.
A pesar de que las diferentes subunidades  no participan de forma directa en la catálisis de la reacción 
se encargan de definir la afinidad por los sutratos y facilitar la actividad de la subunidad catalítica. 

Los sustratos principales de OST son el dolicol con el oligosacárido preensamblado (reconocido de forma
específica gracias al enlace α2 que se establece entre la última y la penúltima glucosa) y el residuo 
de Asn presente en la secuencia consenso.

### Subunidades del complejo[3]y mecanismo de reacción
El complejo Ost consta de 9 subunidades, 5 de las cuales son imprescindibles para la actividad enzimática, todas ellas con al menos un dominio transmembrana y localizadas en el RE. Estas nueve subunidades están distribuidas en otros subcomplejos (según nomenclatura de levaduras): 

1) Ost2p, Wb1p, Stt3p (subunidad catalítica) y Swp1p

2) Ost1p y Ost5p 

3) Ost3p, Ost4p y Ost6p.

El mecanismo de reacción de este complejo no está completamente definido quedando la función de muchas de las subunidades sin identificar. No obstante, se sabe que es una reacción bisustrato (oligosacárido y proteína) y que en la subunidad Stt3p se encuentra el sitio catalítico. El resto de las subunidades de este subcomplejo facilitan el encuentro de ambos sustrato en el sitio catalítico. Más concretamente, se sospecha que la subunidad Ost1p se encarga de reconocer la asparagina de la secuencia consenso de glicosilación.
Las subunidades Ost3p y Ost6p actúan de forma excluyente, esto  es, si actúa una no puede actuar la otra.
Por lo tanto, existirían dos tipos de complejos, unos con Ost3p y otros con Ost6p. Estos complejos se coordinarían con dos translocones (canal que permite el transporte del péptido naciente desde el citosol –donde le ribosoma está asociado a la membrana  del RE- hasta el lumen del orgánulo) estructuralmente similares pero funcionalmente diferentes.